# Soulosse-sous-Saint-Élophe
Soulosse-sous-Saint-Élophe ist eine französische Gemeinde im Département Vosges der Region Grand Est (bis 2015 Lothringen).
In der Gemeinde leben 653 Einwohner (1. Januar 2022).

## Geografie
Die Gemeinde Soulosse-sous-Saint-Élophe liegt im Nordwesten des Départements Vosges, etwa sechs Kilometer von der Stadt Neufchâteau entfernt. Durch die Gemeinde fließt der Vair, ein Nebenfluss der oberen Maas sowie die Frezelle, die im Ortsteil Fruze in den Vair mündet.
Neben den namengebenden Soulosse und Saint-Élophe gehören die Ortsteile Brancourt und Fruze zur Gemeinde.
Nachbargemeinden von Soulosse-sous-Saint-Élophe sind Jubainville und Ruppes im Norden, Martigny-les-Gerbonvaux im Nordosten, Autigny-la-Tour im Osten, Barville im Südosten, Neufchâteau im Süden, Coussey und Moncel-sur-Vair im Westen sowie Maxey-sur-Meuse im Nordwesten.

## Sehenswürdigkeiten
- Kirche St. Eliphius im Ortsteil Saint-Élophe
- Kapelle Sainte-Epéotte im Ortsteil Soulosse
- Archäologiemuseum der gallorömischen Zeit

Kirche St. Eliphius
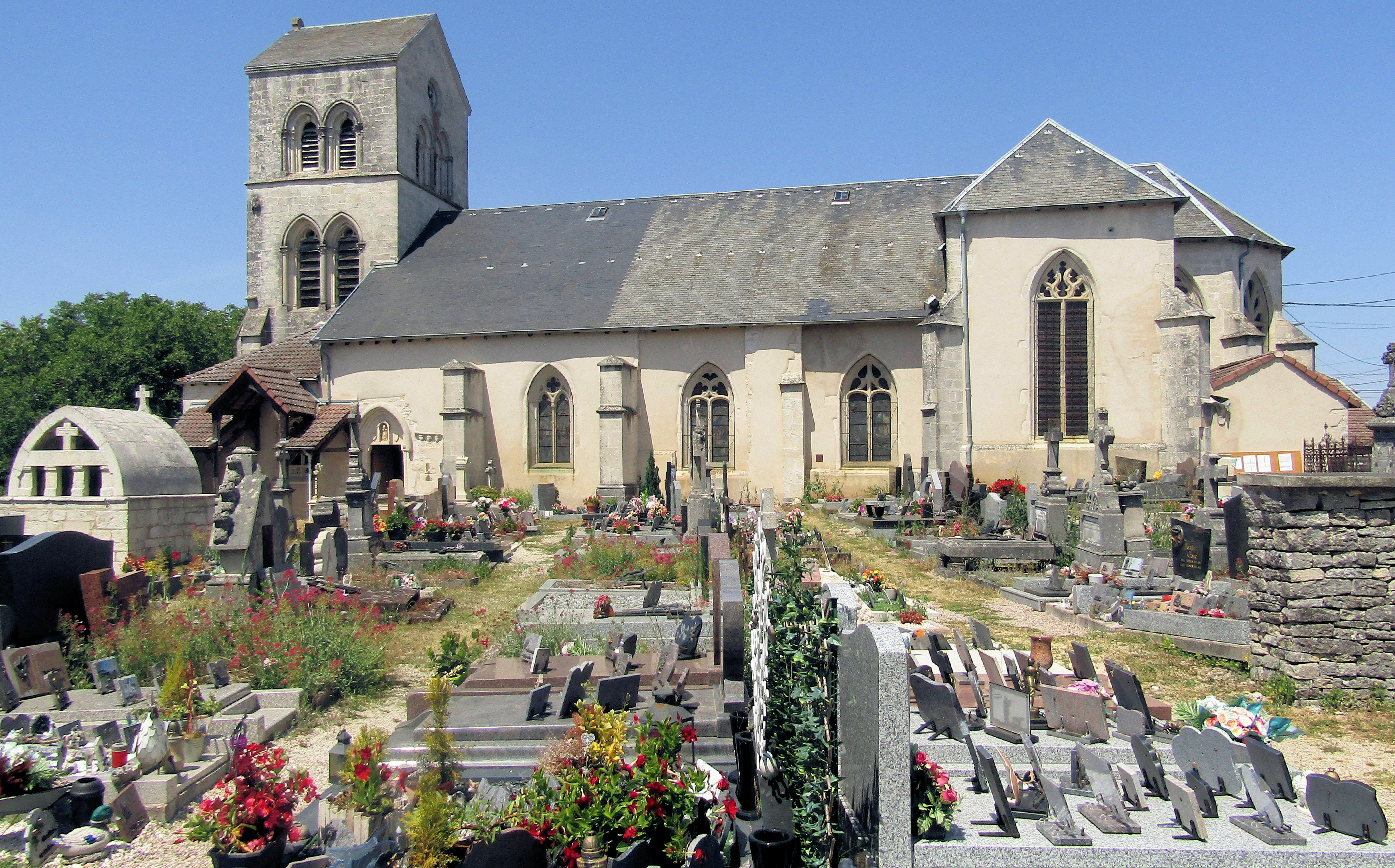
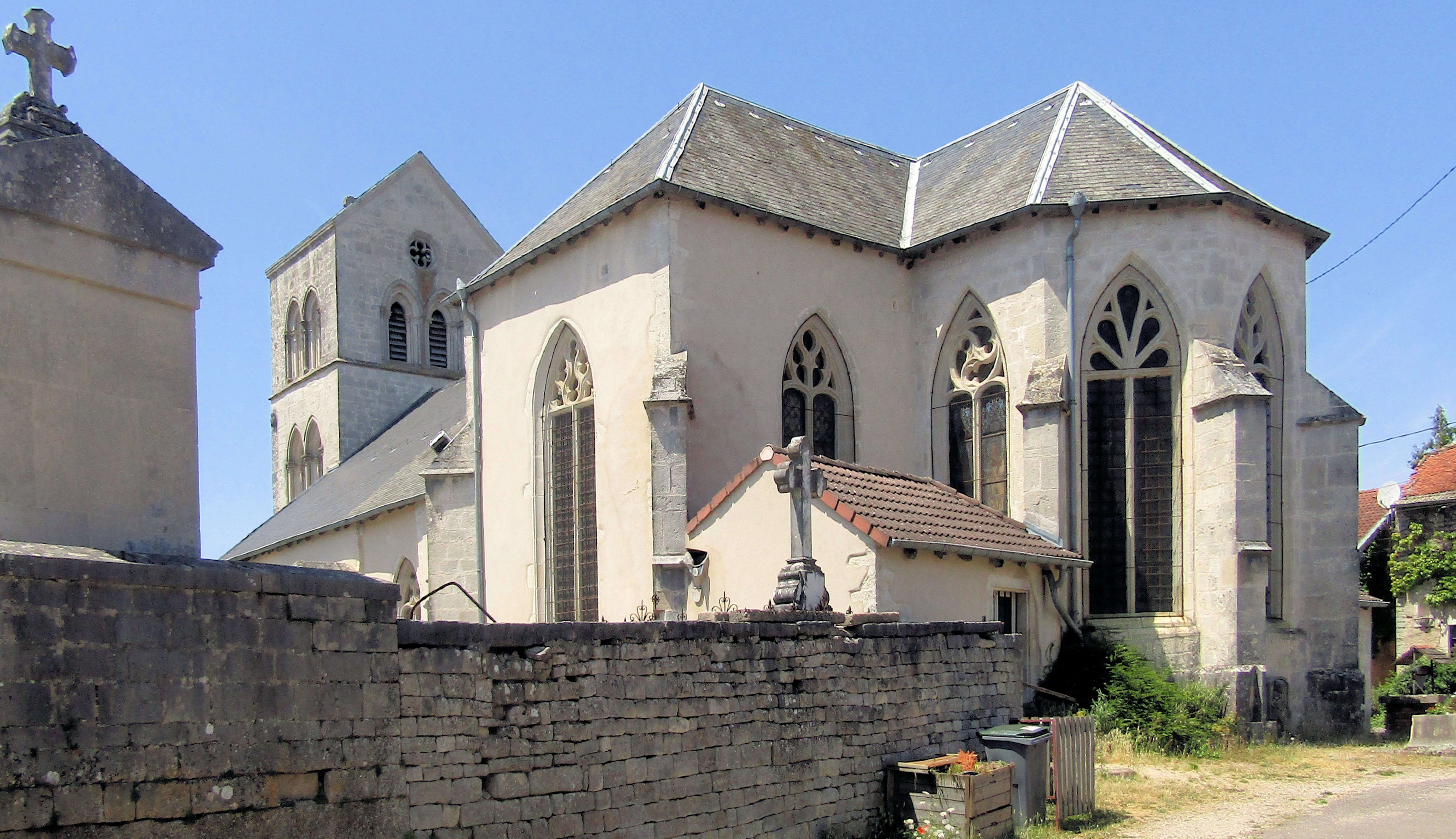